# زي الورد (مسلسل)
زي الورد هو مسلسل مصري تم عرضه لأول مرة في رمضان 2012 في روتانا خليجية وقناة الحياة 2، المسلسل من بطولة يوسف الشريف ودرة وصلاح عبد الله ومحمد نجاتي ومن إخراج سعد هنداوي وتأليف فداء الشندويلي وتصميم أزياء إنجي علاء.

## قصة المسلسل
يحكي المسلسل قصة شاب يدعى علي (يوسف الشريف) يزج به إلى السجن ظلما وعندما يخرج يجد فتاته تزوجت من غيره، فيبدأ في البحث عن عمل ويعمل عند أحد رجال الأعمال (صلاح عبد الله) ويقع في حب فتاة أخرى ولكن الظروف الاجتماعية التي تحيط به لا تسمح له بالزواج منها، وتتوالى الأحداث.

## الممثلون
- يوسف الشريف: (علي)
- درة: (ياسمين)
- صلاح عبد الله: (ربيع حمزاوي)
- محمد نجاتي: (عادل)
- هاني عادل: (معتصم)
- فرح: (نبيلة)
- ناصر سيف: (الدكتور هشام)
- لقاء سويدان: (الدكتورة مريم)
- يوسف فوزي: (اللواء صلاح دهشوري)
- أحمد داود: (باسم)
- رحمة حسن: (سارة)
- نهال عنبر: (فريال - والدة علي)
- تامر هجرس: (كريم)
- رجوى حامد: (هبة)
- أميرة هاني: (نسمة)
- عمرو ممدوح: (رمزي)
- دارين حمزة: (لارا)
- علي منيمنة: (فادي)
- شربل زيادة: (دكتور نديم)
- فاطمة صفا: (ريما)
- محمد سليمان: (زياد)
- عفاف رشاد: (فريدة)
- طارق مندور: (كمال عبد الرحيم)
- محمد محسن: (محمد المطرب)
- تارا عماد: (أماني)
- محمد الشرنوبي: (يوسف هشام)
- أحمد يحيى: (حاتم المخرج)
- دارين حداد: (أولجا)

## وقت العرض
يُبث زي الورد مع 04:00 عصرا في قناة الحياة 2.

## روابط خارجية
- زي الورد على موقع قاعدة بيانات الأفلام العربية